# Gamla tullhuset, Helsingborg

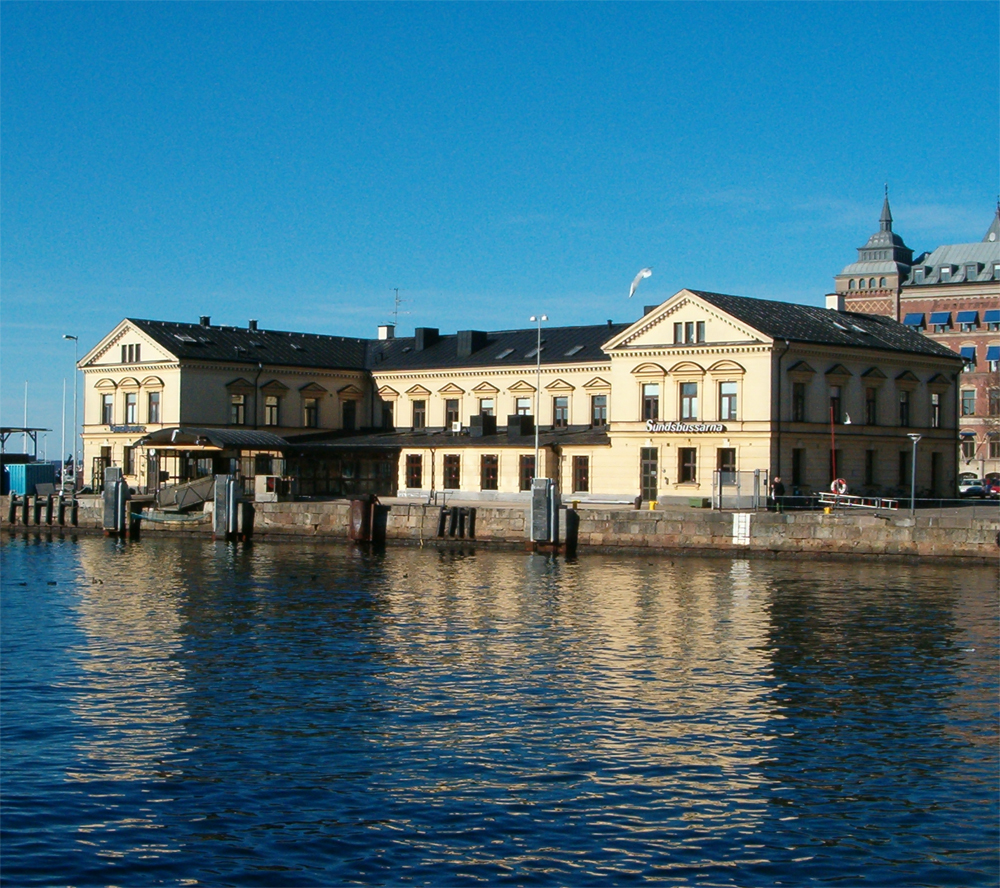
Tullhuset från Inre Hamnen.

Gamla tullhuset är en byggnad vid Inre hamnen och Hamntorget i Helsingborg. Huset stod länge oanvänt men fungerar idag återigen som terminal för Sundsbussarna (under en period Ace link) som trafikerar Öresund mellan Helsingborg och Helsingör. I Helsingborgs stads bevarandeprogram för stadskärnan från 2002 klassificeras byggnaden som "särskilt värdefull bebyggelse" enligt äldre Plan- och bygglagen (3:12§).

## Arkitektur
Byggnaden är uppförd i två våningar med gulputsade fasader. Byggnadsstilen är nyrenässans, vilket får sitt uttryck i klassicerande inslag genom kraftfulla gesimser och fönster försedda med listverk och kornischer i ovanvåningen. Själva fönstren består av bruna aluminiumfönster av korspostmodell i bottenvåningen och med t-post i övervåningen. Bottenvåningen har karaktären av en sockelvåning med kraftigt bandrusticerad puts. Bandrusticeringen kan även ses i en svagare och mycket slätare utformning i ovanvåningen. Byggnaden flankeras i öst och väst av två flyglar, riktade mot hamnbassängen. Mellan de två flyglarna ses en lägre tillbyggnad i ett plan, som leder ut till en anläggningsplats för färjorna. Huset kröns av ett sadeltak klätt med svart plåt.

## Historik
Fram till 1800-talets början hade Helsingborgs hamnanläggningar bestått av en brygga som ledde rakt ut i vattnet, men 1832 ersattes denna brygga av en hamnanläggning bestående av en hamnbassäng skyddad av två pirarmar. Denna bassäng motsvaras idag av Inre hamnens innersta del. På utfyllnadsmarken i den ny hamnens norra ände uppfördes 1838 ett varmbadhus bestående av tio badrum, samtliga med tillhörande dusch och toalettrum. Övervåningen bestod av en större salong där badhusets besökare kunde umgås. Badhuset hade dock svårt att gå runt ekonomiskt och lades därför ner 1853. Byggnaden övertogs 1854 av handlanden Carl Flyborg, som använde den som magasin.
Smugglingen över Öresund var ett stort problem och Helsingborgs stad behövde därför förbättra sin gränskontroll genom en ny tullkammare. Det gamla badhusets belägenhet strax invid hamnen passade ändamålet utmärkt och därför köpte staden år 1856 byggnaden för 15 000 riksdaler. Man lät genast bygga om interiören och tullen kunde sedan flytta in året därpå. Exteriören lämnades vid detta tillfälle orörd. En omfattande ombyggnad utfördes istället 1886–87 efter ritningar av stadsarkitekt Mauritz Frohm där både den inre planlösningen och byggnadens fasader ändrades. Huset utfördes nu stilmässigt i en mer tidtypisk nyrenässans. Övre våningen fungerade under denna tid som stadens festsal. Flyglarna lades till 1913–1914 i samma stil efter ritningar av dåvarande stadsarkitekten Alfred Hellerström. Byggnaden har en lång historia som färjeterminal och har bland annat utnyttjats av DSB och båtar till Köpenhamn. Sedan 1958 har byggnaden utnyttjats av Sundsbussarna, nu Ace link. Tullväsendet huserade i byggnaden fram till 1938, då en ny tullkammare stod klar vid Norra hamnen och all verksamhet flyttades dit.